# Cheraku Reddys
La dinastia dels Cheraku Reddy fou una dinastia menor local, subordinada dels Kakatiyes. Van governar a les regions de Jammulur (districte de Nalgonda) i Amarabad (districte de Mahabubnagar). Van governar com feudataris en els regnats de Pratapa Rudra I (1158–1195), Maha Deva (1195-1199), Ganapati (1199–1260/62), Rudrama Devi (1262–1295) i Pratapa Rudra II (1295–1323) o sigui entre vers 1158 i 1323. La seva primera capital fou Jammulur. Devarakonda (districte de Nalgonda) i el poble de Cherakupalli a la taluka de Nakrekal van ser les seves poblacions d'origen. Cheraku Bollayya Reddy va construir els temples de Keteswara, Koteswara, Mareswara i Suryadevara a Jalalpur (el Jalalpur del mandal de Tirumalgiri al districte de Nalgonda). S'han trobat inscripcions d'aquests reis a un antic temple de Xiva a Amrabad datades el 1258, que donen algunes notícies d'aquests governants. La seva capital fou Amrabad.
Segons una inscripció de Jalalpur, el fundador de la dinastia fou Kata Senani. Medaraja I de Polavasa i Kolanupaka Jagaddeva van atacar el regne Kakatiya i Kata Senani va donar suport als kakatiyes sota el rei Beta II o Betaraja II (vers 1076–1108). En agraïment el rei kakatiya li va concedir 12 pobles incloent Cherakupally. En endavant van regir la regió de Cherakupally i foren coneguts com els Cheraku Reddys.
El fill gran de Kata Senani, Keta Senani, va seguir al seu pare; va tenir dues esposes i amb la primera va tenir tres fills - Kata, Mara i Bolla. Aquests també van servir als Kakatiyes i Rudra I (1158–1195) els va cedir Gundiyapudi, Berapudi, Gothipally, Pusuvala i Torrur; els fills de la segona esposa també van servir als kakatiyes i van ajudar el rei a derrotar els coles de Kandur i a canvi van rebre la regió de Jammulur on foren designats caps locals subordinats; dels diversos fills de Keta Senani, el més famós fou, Bolla (Bollaya) que fou governant a Jammulur i va ajudar a Recherla Rudra Senani (vegeu Recherla Reddys) durant les seves batalles per salvar el regne Kakatiya quan Ganapati estava presoner dels iadaves. En recompensa, Ganapati li va cedir les regions d'Amarabad i Velpur.
Els descendents de Bollaya van governar aquestes regions i Jammulur. Van emetre 22 inscripcions en les quals hi ha dades per saber l'evolució de la llengua telugu en aquesta època. Van construir els temples de Kaluvakolanu, Jalalpur, Amarabad, Kurella, Udimalla i altres.